# ВВР-М
ВВР-М — водно-водяний модернізований реактор басейного типу. У 1954 році з ініціативи І. В. Курчатова Уряд СРСР прийняв постанову про створення ядерних центрів у ряді міст СРСР і будівництву в них дослідницьких ядерних реакторів (типу ВВР). Проєктувався ВВР-М на базі реактора ВВР-С. ВВР-М реактор потужністю 10 мегават призначається для виробництва ізотопів високої активності, проведення експериментів у галузі фізики нейтронів і досліджень процесів опромінення матеріалів. Реактори ВВР-М були побудовані у Санкт-Петербурзі (1959 року) та Києві (1960 року), проєктом не було встановлено строку їх експлуатації. Ці реактори пройшли модернізацію й працюють і сьогодні[коли?]. Хоча після численних модернізацій і удосконалень їхні технічні характеристики вже різні.

## Конструкція
Реактори ВВР-М мають активну зону, яка містить ядерне паливо в спеціальних ТВЗ (Уран-235 різного рівня збагачення). ВВР-М є реактором на теплових нейтронах, тому має уповільнювач нейтронів. Ним та теплоносієм у реакторі є дистильована вода об'ємом 22 м3, що заповнює алюмінієвий бак діаметром 2300 мм та висотою 5705 мм, робочий рівень води в баці 5000 мм. В активній зоні забезпечується тепловідвід. Навколо активної зони є відбивач нейтронів (берилій (Be)). Реактор оточений біологічним захистом, який пронизаний трубами для виведення нейтронних пучків. Для отримання потужного потоку теплових нейтронів без домішки швидких нейтронів використовують пристрій, який називається тепловою колоною. Ця колона складається з потужного сповільнювача. Одним кінцем вона розташована безпосередньо біля активної зони, а інший виведений в приміщення і доступний для проведення експериментів. Реактор гетерогенного типу.
Активна зона (АКЗ), що розташована в нижній частині бака, формується з тепловиділяючих збірок (ТВЗ) типу ВВР-М2, кожна з яких складається з трьох концентрично розташованих трубчатих тепловидільних елементів (ТВЕ): двох круглих та одного (зовнішнього) шестигранного. Ядерним паливом в ТВЕ є UO2 зі збагаченням по 235U до 36 %. Максимальна кількість в АКЗ становить 260, мінімальна — 156 ТВЗ. Сформована АКЗ має вигляд шестигранної призми з діагоналлю основи 680 мм та висотою 560 мм. Ве-відбивач, що оточує АКЗ по периметру, має зовнішній діаметр 930 мм та висоту 560 мм. Для завантаження випробуваних матеріалів всередину активної зони передбачаються спеціальні пристосування та канали.
Технологічні пристрої в реакторі, що використовуються для наукових досліджень та прикладних робіт із нейтронами, включають вертикальні експериментальні канали (ВЕК) для формування опромінювальних об'ємів усередині реактора та горизонтальні експериментальні канали (ГЕК) для виводу нейтронних пучків із реактора в експериментальний зал. Основну частину ВЕК змонтовано в технологічних отворах Ве-відбивача: дев'ять каналів мають внутрішній діаметр 41 мм, один — 59 мм, два канали — 70 мм та один канал — 116 мм. Крім того, чотири ВЕК розміщено в графітовому уповільнювачі теплової колони (ТК) реактора. Деякі ВЕК змонтовано також у водному басейні поза Ве-відбивачем на різних відстанях від активної зони реактора. Крім того, у реакторі існує технічна можливість формування додаткових опромінювальних об'ємів безпосередньо в активній зоні на місці вийнятих ТВЗ. Нині[коли?] в АКЗ київського реактора змонтовано дві нейтронні пастки: водяні порожнини на 7 і 19 ТВЗ.

## Київський реактор
Київський реактор ВВР-М, дітище видатного вченого Курчатова, мав стати однією з базових установок для реалізації «плану Курчатова» в ядерній фізиці. ВВР-М було споруджено в Інституті ядерних досліджень НАН України. Фізичний пуск реактора відбувся 12 лютого 1960 року. Реактор потужністю 10 МВт з максимальним потоком нейтронів в активній зоні до 1,2Ч10н/см²Чс.
Конструктивно реактор має 27 вертикальних та 10 горизонтальних технологічних каналів для проведення наукових та прикладних досліджень.
У травні 2002 року була видана ліцензія ЕО № 000051 на право провадження діяльності «експлуатація ядерної установки» в складі дослідницького реактору ВВР-М та сховища відпрацьованого ядерного палива.
У грудні 2005 року відповідно до чинного законодавства на підставі заяви ІЯД та всебічної оцінки безпеки дослідницького реактору ВВР-М Держатомрегулюванням був продовжений термін його експлуатації до 31 грудня 2008 року.
В період 2005—2008 роки з метою приведення обладнання і систем реактора у відповідність до чинних вимог з безпеки експлуатуючою організацією була здійснена модернізація окремих систем та заміна обладнання новим. Держатомрегулювання за результатами всебічної оцінки стану систем та елементів Дослідницького ядерного реактора ВВР-М ІЯД НАН України, рівня безпеки і технічного стану елементів (систем), важливих для безпеки цього реактору, ухвалив рішення щодо можливості продовження терміну експлуатації дослідницького ядерного реактору до 31 грудня 2013 року.
У кінці 2014 року Держінспекція ядерного регулювання продовжила термін експлуатації реактора до 31 грудня 2023 року.
Використовується уранове паливо, збагачене до 36 %, а з недавнього часу[коли?] — до 19,7 %.
ВВР-М може використовуватись в таких напрямках:
- опромінення;
- нейтронно-активаційний аналіз;
- напрацювання радіоізотопів різної активності;
- трансмутація (опромінення матеріалів, легування кремнію, дорогоцінне каміння);
- геохронологія;
- нейтронна радіографія;
- дослідження структури матеріалів;
- миттєвий нейтронно-активаційний аналіз;
- позитронні джерела;
- нейтрон-захватна терапія;
- тестування ядерного палива.

Характерною особливістю київського реактора є фіксоване розташування стержнів регулювання системи управління та захисту (СУЗ), що займають центр АКЗ, утворюючи «СУЗівський хрест». Цим самим виключається найбільш оптимальне центральне розташування нейтронної пастки. Спектри нейтронів у реакторі охоплюють інтервал енергій нейтронів від 10-10 до 20 МеВ.

### Сучасний стан
Після розпаду Радянського Союзу реактор фактично простоює. На його роботу не виділяють гроші. Щоб запустити реактор, потрібно близько 12 млн гривень (станом на 2017 рік) — цього вистачить на тиждень роботи. Тому у 2016 році реактор взагалі не запускали, а в 2017 році реактор працював лише 50 годин, у порівнянні із 4000 годин на рік в СРСР. У 2014 році держінспекція ядерного регулювання продовжила термін експлуатації реактора до 31 грудня 2023 року. Із 1960-х років мало що змінилося — замінили хіба що акумулятори і поставили новий пульт управління.